# برومادیولون

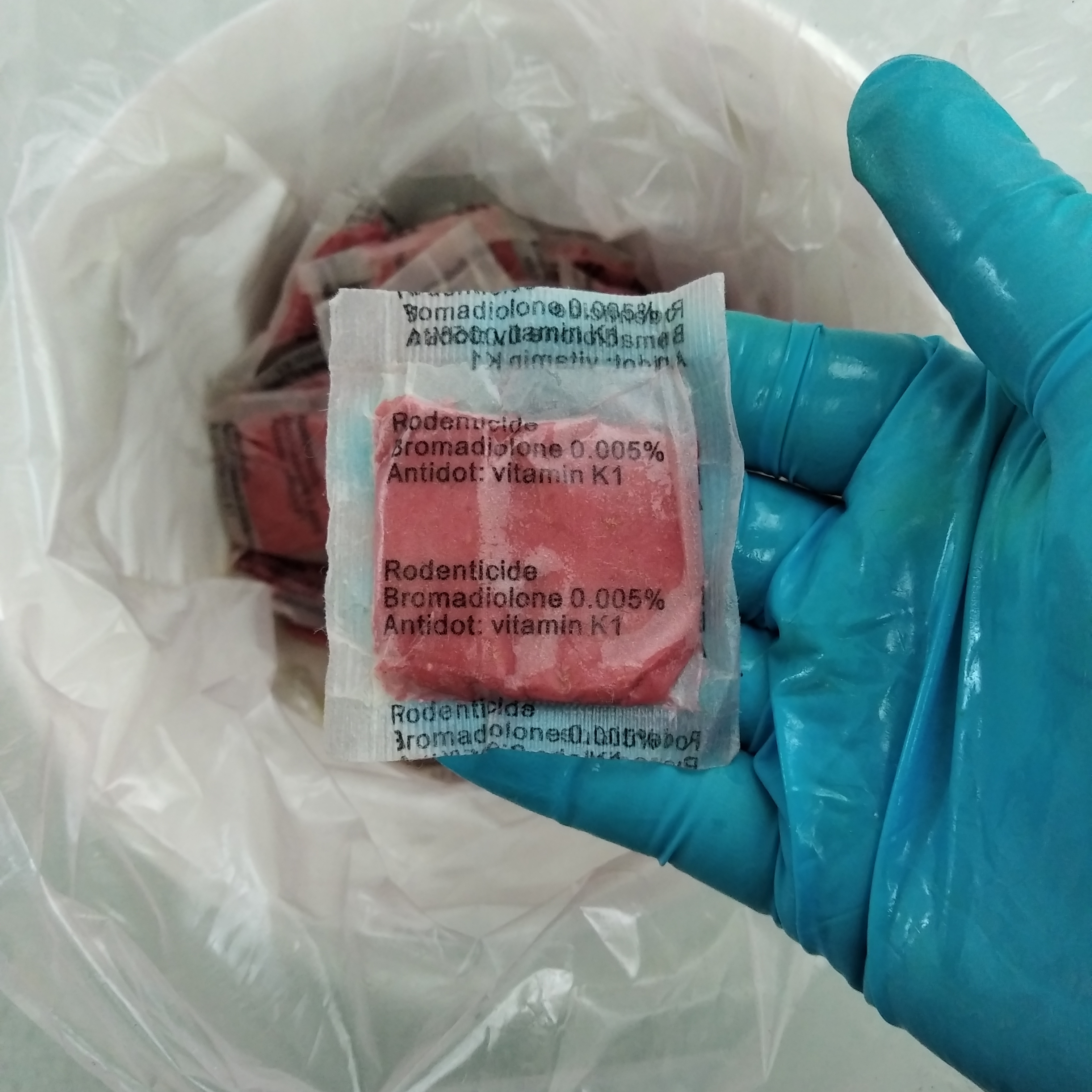

برومادیولون (به انگلیسی: Bromadiolone) با فرمول شیمیایی C30H23BrO4 یک ترکیب شیمیایی با شناسه پاب‌کم 24936 است. که جرم مولی آن ۵۲۷٫۴۱ گرم بر مول می‌باشد. 